# 百滅寧
百灭宁(英文：Permethrin)，即苄氯菊酯，是一种抗寄生虫药，外用百灭宁用于皮肤，主要治疗疥疮、头虱。百灭宁也是一种杀虫剂，作为杀虫剂，可将其喷洒在衣服或蚊帐上，以杀死接触它们的昆虫。 這種藥品可以被生物降解(biodegradable). 

## 作用

### 杀虫剂
它是一种杀虫剂(英文：Insecticide)。
- 可以防範農作物害蟲
- 可以消滅家庭害蟲
- 可以防治蚊蟲
- 可以防治疥螨

### 驱虫剂
它可作为一种驱虫剂(英文：Insect repellent)。

### 医用
苄氯菊酯可作为乳膏或乳液局部使用的外用药， 适用于治疗和预防头虱和疥疮。

## 药代动力学
氯菊酯是拟除虫菊酯类杀虫剂中的一种化学品。拟除虫菊酯家族中的化学物质是模仿菊科中的化学物质制成的。

### 吸收
外用苄氯菊酯的吸收率极低。一项体内研究表明，根据尿液代谢物的排泄情况推断，前48小时内的吸收率为 0.5%。

### 分布
基於大鼠的研究表明，苄氯菊酯脂肪和大脑的蓄積量最高。這項結果可以從苄氯菊酯的結構式中得到解釋。

## 副作用
氯菊酯的应用会引起轻微的皮肤刺激和灼伤感。苄氯菊酯几乎不会被全身吸收，被认为对于两个月以上的成人和儿童局部使用是安全的。氯菊酯过量接触会引起恶心，头痛，肌肉无力，流涎过多，呼吸急促和癫痫发作。

## 品牌名称
- NIX，  用于虱子治疗的苄氯菊酯制剂。[1]
- ORTHO® ANT B GON™ MAX ANT ELIMINATOR(0.25% Permethrin),一种杀蚂蚁喷剂 [6]。

## 影響
- 農業方面：可消滅許多害蟲，但可能會消滅益蟲例如：蜜蜂。
- 家庭方面：能有效防治家庭害蟲，但對人使用或吸入可能導致中毒。对猫有毒（可致死），但对狗无害，因此给猫使用狗驱虫剂前要检查成分。[7]
- 軍事方面：可喷灑在軍衣上防治蚊蟲，但長期使用可能導致身體生物累積性。